# Lucy Hale
Lucy Hale (Memphis, 14 juni 1989) is een Amerikaans actrice en zangeres. Ze is vooral bekend door haar rol als Aria Montgomery in de serie Pretty Little Liars, gebaseerd op de gelijknamige boekserie van Sara Shepard.

## Acteerwerk
In 2007-2008 vertolkte ze een gastrol in de tienerserie Wizards of Waverly Place. Haar personage Miranda Hampson was het vriendinnetje van Justin Russo, gespeeld door David Henrie die toen haar vriendje was. In de dramaserie Privileged speelde ze Rose Baker. Ze had er in 2008-2009 een vaste rol in maar de serie is na een seizoen stopgezet.
In 2013 presenteerde ze met Darren Criss de Teen Choice Awards.
In 2018 speelde ze een hoofdrol in de dramaserie Life Sententence, die eveneens na een seizoen eindigde. Nog dat jaar speelde ze de hoofdrol in de horrorfilm Truth or Dare, de Netflixfilm Dude en de komedie The Unicorn.
In 2019 kreeg ze de titelrol in de reeks Katy Keene, waarvan één seizoen werd gemaakt. In 2020 had ze een hoofdrol in de horrorfilm Fantasy Island en in 2021 in de romantische komedie The hating game.

## Muziekcarrière
In 2003 deed ze mee aan het tv-programma American Juniors. Ze bereikte hierin de finale.
Hale heeft een aantal singles uitgebracht:
- Lie A Little Better (2014)
- You Sound Good To Me (2014)
- Make You Believe (2011)
- Run This Town (2011)
- Bless Myself (2011)
- Extra Ordinairy (2011)

Op 3 juni 2014 heeft ze het album Road Between uitgebracht.

## Filmografie
- Bibsys: 14070190
- Biblioteca Nacional de España: XX5649490
- Bibliothèque nationale de France: cb16257148b (data)
- Gemeinsame Normdatei: 1172936102
- International Standard Name Identifier: 0000 0003 6646 1363
- Library of Congress Control Number: no2011113056
- MusicBrainz: 55489cf2-1d70-420f-a364-44b4e0eb276c
- Nationale Bibliotheek van Tsjechië: xx0193802
- Nederlandse Thesaurus van Auteursnamen: 337897700
- Système universitaire de documentation: 249457083
- Virtual International Authority File: 230038140
- WorldCat: E39PBJpJhf8qvHp3KxkXV6gR8C